# Stantara d'Apricciani
La stantara d'Apricciani, appelée aussi figure antique d'Appriciani est une statue-menhir appartenant au groupe corse découverte à Vico, près de Sagone, dans le département de la Corse-du-Sud en France.

## Historique
Elle a été découverte en 1839 enfouie sur une petite éminence dans la basse vallée de la Sagonne. C'est la première statue-menhir à avoir été décrite en Europe. Prosper Mérimée, dans ses Notes d'un Voyage en Corse datées de 1840,  la décrit sous le nom d'« idolo dei Mori : 

« C'était une table de granit bien dressée, haute de 2m12, épaisse d'environ 0m20. Elle était appuyée sur un tronc d'arbre mais on l'avait trouvée en terre, à plat, enterrée à une certaine profondeur. Qu'on se figure une pierre plate façonnée en gaine, arrondie à son extrémité inférieure, légèrement rétrécie et dont le sommet serait sculpté ou plutôt découpé de manière à:représenter une tête humaine. Le visage est taillé dans le nu de la pierre, et maintenant un peu fruste. Pourtant on distingue les yeux assez bien dessinés, le nez, la bouche, exprimée par un seul trait horizontal, la barbe terminée en pointe. Les cheveux, partagés sur le front, forment deux touffes saillantes à la hauteur des yeux. En cet endroit, la pierre a sa plus grande largeur (à peu près 0,40). Les seins et les muscles pectoraux sont indiqués, mais le reste de la dalle est absolument lisse. Derrière, les cheveux, taillés courts, ne dépassent pas la nuque. Les omoplates sont exprimées aussi grossièrement que la poitrine. En un mot, c'est un buste plat sur une gaine. »

— Mérimée Notes d'un Voyage en Corse - Statue d'Apricciani 
Et d'ajouter : « Je ne pus obtenir le moindre renseignement sur les circonstances de sa découverte, sur les objets qui pouvaient se trouver dans le voisinage. Mon guide me répéta seulement du ton d'un homme sûr de son fait, que c'était une idole des Maures et il ajouta cette historiette : Qu'un berger trouva un jour une pareille statue avec cette inscription : Girami; e vedrai... qu'à grand' peine on l'avait retournée, et trouvé la fin de l'inscription : il rovescio. »
L'édifice fait l’objet d’un classement au titre des monuments historiques en 1840. Dans les années 1960, elle fut transportée devant l'église de Sant'Appiano avant d'être déplacée au col de Saint Antoine, à l'entrée du village de Vico.

## Description
La statue est assez massive. Les sculptures sont érodées mais en lumière rasante le nez en relief, la bouche et les yeux en creux sont visibles. Elle comporte des protubérances au niveau des oreilles, caractéristiques des statues-menhirs locales, qui pourraient correspondre à la représentation d'un casque. Les pectoraux sont décorés d'un motif géométrique en forme de «  X », en relief, incluant deux cupules érodées, identifié comme la représentation d'une armure. Un autre motif du même type est visible côté dos et doit représenter les omoplates et la colonne vertébrale.